# Lista de representantes permanentes da Islândia nas Nações Unidas
Esta é uma lista de representantes permanentes da Islândia, ou outros chefes de missão, na Organização das Nações Unidas.
A Islândia foi admitida como membro das Nações Unidas a 19 de novembro de 1946.
| Início | Término | Representante permanente (Chefe de missão) | Cargo                        | Credenciais |
| ------ | ------- | ------------------------------------------ | ---------------------------- | ----------- |
| 1946   | 1965    | Thor Thors                                 | Representante permanente     |             |
| 1965   | 1972    | Hannes Kjartansson                         | Representante permanente     |             |
| 1972   | 1973    | Haraldur Kröyer                            | Representante permanente     | 1972-09-11  |
| 1973   | 1977    | Ingvi Sigurður Ingvarsson                  | Representante permanente     |             |
| 1977   | 1982    | Tómas Ármann Tómasson                      | Representante permanente     |             |
| 1982   | 1986    | Hörður Helgason                            | Representante permanente     |             |
| 1986   | 1989    | Hans Georg Andersen                        | Representante permanente     |             |
| 1989   | 1991    | Benedikt Gröndal                           | Representante permanente     |             |
| 1991   | 1992    | Helgi Gíslason                             | Encarregado de negócios a.i. | -           |
| 1992   | 1993    | Kornelíus Sigmundsson                      | Encarregado de negócios a.i. | -           |
| 1993   | 1994    | Tómas Ármann Tómasson                      | Representante permanente     |             |
| 1994   | 1998    | Gunnar Pálsson                             | Representante permanente     |             |
| 1998   | 2003    | Thorsteinn Ingolfsson                      | Representante permanente     | 1998-09-11  |
| 2003   | 2008    | Hjálmar W. Hannesson                       | Representante permanente     | 2003-09-18  |
| 2009   | 2011    | Gunnar Pálsson                             | Representante permanente     | 2009-01-08  |
| 2011   | 2015    | Gréta Gunnarsdóttir                        | Representante permanente     | 2011-05-13  |
| 2015   | atual   | Einar Gunnarsson                           | Representante permanente     | 2015-01-20  |